# ビーストバスター〜闇の生体兵器〜
『ビーストバスター〜闇の生体兵器〜』（ビーストバスター やみのせいたいへいき）とは、1999年10月21日にSNKより発売されたアクションRPG。ノイズファクトリーが開発したネオジオポケット専用ソフトカセット。
業務用ゲーム『ビーストバスターズ』の家庭用続編の最終作でもある。
2021年3月18日に配信されたNintendo Switch用ソフト『NEOGEO POCKET COLOR SELECTION Vol.1』にも収録されている。

## ストーリー
異形の者たちが生きる闇の世界ダーク・ラオム。その世界には科学で解明されない不可思議な現象や事件を専門とするビーストバスターと呼ばれる者たちがいた。単独で事件に立ち向かう彼等は最強の武器を必要としていた。そんなバスターたちの間で持切りの噂があった。「闇の契約」という本があり、それには闇の者を倒す最強の生体兵器（アーム）の入手方法が記されているという。
バスターの一人である主人公は闇の支配者・マスターと「闇の契約」を結び、最強の武器を手に入れるため魔界へ行く。